# Rudbjerg Kommune
Rudbjerg Kommune i Storstrøms Amt blev dannet før og under kommunalreformen i 1970. Ved strukturreformen i 2007 indgik den i Lolland Kommune sammen med Holeby Kommune, Højreby Kommune, Maribo Kommune, Nakskov Kommune, Ravnsborg Kommune og Rødby Kommune.
Kommunen var opkaldt efter hovedgården Rudbjerggård. Dens rådhus lå på Rudbjergvej 21 i Majbølle i Tillitse Sogn.

## Tidligere kommuner
Allerede 6. januar 1966 gik 5 sognekommuner frivilligt sammen om at danne Rudbjerg Kommune:
| Kommune    | Folketal september 1965 | Byer      |
| ---------- | ----------------------- | --------- |
| Arninge    | 538                     |           |
| Dannemare  | 704                     | Dannemare |
| Kappel     | 1.007                   | Langø     |
| Tillitse   | 948                     |           |
| Vestenskov | 871                     |           |
| I alt      | 4.068                   |           |

Ved selve kommunalreformen kom endnu en sognekommune med i Rudbjerg Kommune:
| Kommune            | Folketal 1. januar 1970 | Byer |
| ------------------ | ----------------------- | ---- |
| Rudbjerg           | 3.892                   |      |
| Gloslunde-Græshave | 1.017                   |      |
| I alt              | 4.909                   |      |

Arninge Sogn afgav 79 matrikler og Vestenskov Sogn afgav 2 matrikler samt et helt ejerlav til Nakskov Kommune.

## Sogne
Rudbjerg Kommune bestod af følgende sogne, alle fra Lollands Sønder Herred:
- Arninge Sogn
- Dannemare Sogn
- Gloslunde Sogn
- Græshave Sogn
- Kappel Sogn
- Tillitse Sogn
- Vestenskov Sogn

## Senere sammenlægning
Efter kommunalvalget i 1997 modtog den nyvalgte kommunalbestyrelse en invitation fra Ravnsborg og Nakskov byråd til drøftelser om sammenlægning af de fire vestlollandske kommuner. Kommunalbestyrelsen i Rudbjerg forholdt sig tøvende, idet man frygtede at Nakskov ville blive dominerende.

## Borgmestre[7]
| Periode   | Navn                  | Parti             |
| --------- | --------------------- | ----------------- |
| 1970-1979 | Arne W. Larsen        | Socialdemokratiet |
| 1978-1982 | Richard Andreasen     | Socialdemokratiet |
| 1982-1986 | Frede Jensen          | Venstre           |
| 1986-1998 | Benny Schwartz Larsen | Socialdemokratiet |
| 1998-2006 | Tom Larsen            | Venstre           |